# Liliane und Fred Funcken
Liliane Funcken (* 17. Juli 1927 in Soignies als Liliane Schorils; † 26. September 2015 in Brüssel) und Fred Funcken (* 5. Oktober 1921 in Verviers; † 16. Mai 2013 in Brüssel) waren ein belgisches Künstler-Ehepaar. Ihre Werke umfassen neben Comics auch heereskundliche Veröffentlichungen. Die meisten ihrer Werke haben sie gemeinsam geschaffen und veröffentlicht.

## Leben
Fred Funcken ging früh von der Sekundarschule in Verviers ab, um am Konservatorium Violoncello und Fagott zu studieren. Bereits seit frühester Jugend zeichnete er Comics, die er ab dem 12. Lebensjahr in einem örtlichen Journal veröffentlichte. Nach einigen Gelegenheitsarbeiten in Druckereien begann er seine professionelle Karriere 1939 bei Spirou und arbeitete anfangs unter den Pseudonymen Fred Gu, Fred Dye, Dick John’s, Ranch, Mac Bones, Léo Lyon und Hector Hugo. Ab 1941 zeichnete er für Aventures illustrées, musste in den Jahren 1943 und 1944 jedoch Zwangsarbeit für die deutschen Besatzer leisten und kam danach bei dessen Nachfolgemagazin Bimbo unter. Sein erstes Album erschien erst nach Kriegsende bei Campéador im Jahr 1947. Er zeichnete nun auch Illustrationen und veröffentlichte einige Arbeiten in den Magazinen wie L’Explorateur, Annette und Héroïc-Albums.
Bei einem Designauftrag für ein belgisches Kaufhaus lernte er seine spätere Frau Liliane Schorils kennen.
Nachdem 1947 eine erste Bewerbung bei der World’s Press von Georges Troisfontaines aufgrund des Missfallens Jijés an der Testseite Funckens gescheitert war, bewarb er sich einige Jahre später auf Anraten seiner Frau erneut und wurde von Jean-Michel Charlier eingestellt. Funcken arbeitete nun für die Rubrik L’Histoire vivante der Frauenzeitschrift Bonne soirées. Zehn Kurzgeschichten aus der Reihe Onkel Paul, an denen er mitgezeichnet hatte, erschienen 1953/54 in Spirou. Die Qualität seiner Arbeiten machte das Verlagshaus Le Lombard auf ihn aufmerksam und es folgte der Wechsel zu Tintin, wo er zunächst einige Comics nach Vorlagen literarischer Klassiker zeichnete. Ab 1956 arbeiteten Fred und Liliane dann fast nur mehr zusammen. Während der 50er und 60er Jahre zeichneten sie Serien wie Harald le Viking, Capitan und Doc Silver. 1987 belebten sie die Serie Chevalier Blanc wieder neu, an der Fred schon in den 1940er Jahren gearbeitet hatte. 1993 schufen sie über die Schlacht bei Waterloo La Chute de l'Ailge.
Kennzeichnend für ihre historischen Comics war stets die sorgfältige Recherche. So erwarben sie im Lauf der Jahrzehnte ein umfangreiches Detailwissen zur Kostüm-, Uniform- und Waffenkunde, das sie in insgesamt 18 heereskundlichen Bücher veröffentlichten. Deren Illustrationen profitieren wiederum sehr vom lebendigen Malstil der beiden Comiczeichner. Von diesen Büchern sind acht in deutscher Sprache erschienen, so dass das Paar im deutschen Sprachraum fast nur als Heereskundler bekannt ist.  Die Bände basieren großenteils auf den bekannten kostümkundlichen Tafelwerke des 19. und frühen 20. Jahrhunderts, die jedoch nur mehr in Fachbibliotheken zugänglich waren und deren Inhalt durch die Funckens einem breiten Publikum zugänglich wurde.

## Werke

### Heereskunde
In deutscher Sprache erschienen sechs Bände, die mehrmals nachgedruckt und in einem leicht gekürzten Sammelband neu aufgelegt wurden. Robert Spiering, der langjährige Militärexperte des Spiegels, übersetzte und korrigierte einige Ungenauigkeiten der Originalausgaben:
- Historische Uniformen (1). 18. Jahrhundert. Französische Garde und Infanterie. Britische und preussische Infanterie. Mosaik Verlag, München 1977, ISBN 3-570-04361-4.
- Historische Uniformen (2). 18. Jahrhundert. Französische, britische und preußische Kavallerie und Artillerie. Infanterie, Kavallerie und Artillerie der übrigen europäischen Länder. Mosaik Verlag, München 1978, ISBN 3-570-01865-2.
- Historische Uniformen (3). Napoleonische Zeit. Französische Linienregimenter, britische, preußische und spanische Truppen der Zeit des Ersten Kaiserreiches. Mosaik Verlag, München 1978, ISBN 3-570-06389-5.
- Historische Uniformen (4). Napoleonische Zeit. Französische Kaisergarden, die Truppen der Alliierten, die schwedische, österreichische und russische Armee zur Zeit des Ersten Kaiserreichs. Mosaik Verlag, München 1979, ISBN 3-570-05449-7.
- Historische Uniformen (5). 19. Jahrhundert. 1814–1850: Frankreich, Großbritannien, Preußen. Infanterie, Kavallerie, technische Truppen und Artillerie. Mosaik Verlag, München 1982, ISBN 3-570-04961-2.
- Historische Uniformen (6). 19. Jahrhundert. 1850–1900: Frankreich, Großbritannien, Deutschland, Österreich, Rußland. Infanterie, Kavallerie, technische Truppen, Artillerie. Mosaik Verlag, München 1983, ISBN 3-570-01461-4.

Weitere zwei Bände wurden ebenfalls wiederholt nachgedruckt und in einem Sammelband zusammengefasst. Die Übersetzung übernahm Hedwig Sander:
- Rüstungen und Kriegsgerät im Mittelalter. Ritter in Turnier und Schlacht. Kriegszüge und Belagerungen. Sturm auf Burgen und Befestigungen. 8.–15. Jahrhundert. Mosaik Verlag, München 1979, ISBN 3-570-16432-2
- Rüstungen und Kriegsgerät der Ritter und Landsknechte. 15.–16. Jahrhundert. Mosaik Verlag, München 1980, ISBN 3-570-02167-X

Im französischen Original wurden achtzehn Bücher veröffentlicht. Die Bände zu den Weltkriegen kamen auch in englischer Sprache heraus. Nur die Ausgaben aus den Jahren 1968–1969, 1975–1978 und 1981–1982 liegen in deutscher Übersetzung vor:
- Le costume et les armes des soldats de tous les temps (1). Des pharaons à Louis XV. Casterman, Tournai 1966.
- Le costume et les armes des soldats de tous les temps (2). De Frédéric II à nos jours. Casterman, Tournai 1967.
- L’uniforme et les armes des soldats du Premier Empire (1). Des régiments de ligne français aux troupes britanniques, prussiennes et espagoles. Casterman, Tournai 1968.
- L’uniforme et les armes des soldats du Premier Empire (2). De la garde impériale aux troupes alliées, suédoises, autrichiennes et russes. Casterman, Tournai 1969.
- L’uniforme et les armes des soldats de la guerre 1914–1918 (1). Infanterie. Blindés. Aviation. Casterman, Tournai 1970.
- L’uniforme et les armes des soldats de la guerre 1914–1918 (2). Cavalerie. Artillerie. Génie. Marine. Casterman, Tournai 1971.
- L’uniforme et les armes des soldats de la guerre 1939–1945 (1). France, Allemagne, Autriche, U.R.S.S., Tchécoslovaquie, Pologne, Belgique, 1933–1941. Infanterie, cavalerie, blindés, aviation. Casterman, Tournai 1972.
- L’uniforme et les armes des soldats de la guerre 1939–1945 (2). Grande-Bretagne, Allemagne, France, Italie, Finlande, Norvège, Croatie, Slovaquie, Bohème-Moravie, légions russes, 1939–1943. Infanterie, cavalerie, blindés, aviation, marine. Casterman, Tournai 1973.
- L’uniforme et les armes des soldats de la guerre 1939–1945 (3). États-Unis, Japon, Chine. Évolution des grandes armées, 1943–1945. France libre, Milice, volontaires en Grande-Bretagne, Pays-Bas, États balkaniques et danubiens. Parachutistes, commandos, artillerie, engins balistiques, sous-marins. Casterman, Tournai 1974.
- L’uniforme et les armes des soldats de la guerre en dentelle (1). France: maison du roi et infanterie sous Louis XV et Louis XVI. Grande-Bretagne et Prusse: infanterie (1700 à 1800). Casterman, Tournai 1975.
- L’uniforme et les armes des soldats de la guerre en dentelle (2). 1700–1800. France, Grande-Bretagne et Prusse: cavalerie et artillerie. Autres pays: infanterie, cavalerie, artillerie. Casterman, Tournai 1976.
- Le costume, l’armure et les armes au temps de la chevalerie (1). Du huitième au quinzième siècle. Casterman, Tournai 1977.
- Le costume, l’armure et les armes au temps de la chevalerie (2). Le siècle de la Renaissance. Casterman, Tournai 1978.
- L’uniforme et les armes des soldats des États-Unis. Les guerres d’indépendance, de Sécession, du Mexique. L’épopée du Far-West (1). L’infanterie et la marine. Casterman, Tournai 1979.
- L’uniforme et les armes des soldats des États-Unis. Les guerres d’indépendance, de Sécession, du Mexique. L’épopée du Far-West (2). La cavalerie et l’artillerie. Casterman, Tournai 1980.
- L’uniforme et les armes des soldats du XIXe siècle (1). 1814–1850: France, Grande-Bretagne, Allemagne. L'infanterie, la cavalerie, le génie et l'artillerie. Casterman, Tournai 1981.
- L’uniforme et les armes des soldats du XIXe siècle (2). 1850–1900: France, Grande-Bretagne, Allemagne, Autriche, Russie. L’infanterie, la cavalerie, le génie et l’artillerie. Casterman, Tournai 1982.
- Les soldats de la Révolution française. Casterman, Tournai 1988.

### Comicserien
- Capitan
- Doc Silver
- Harald le Viking
- Le Chevalier blanc
- Les Belles Histoires de l’oncle Paul
  - Le pirate magicien (1953)
  - Le vaisseau fantôme (1953)
  - Spartacus (1953)
  - Horatius l’intrépide (1953)
  - Grandeur et décadence (1953)
  - Le dernier voyage (1954)
  - La prouesse du Syracusain (1954)
  - Fontenoy (1954)
  - Vercingétorix (1954)
  - Un brave parmi les braves (1954)
- Napoléon